# Martin Wierig

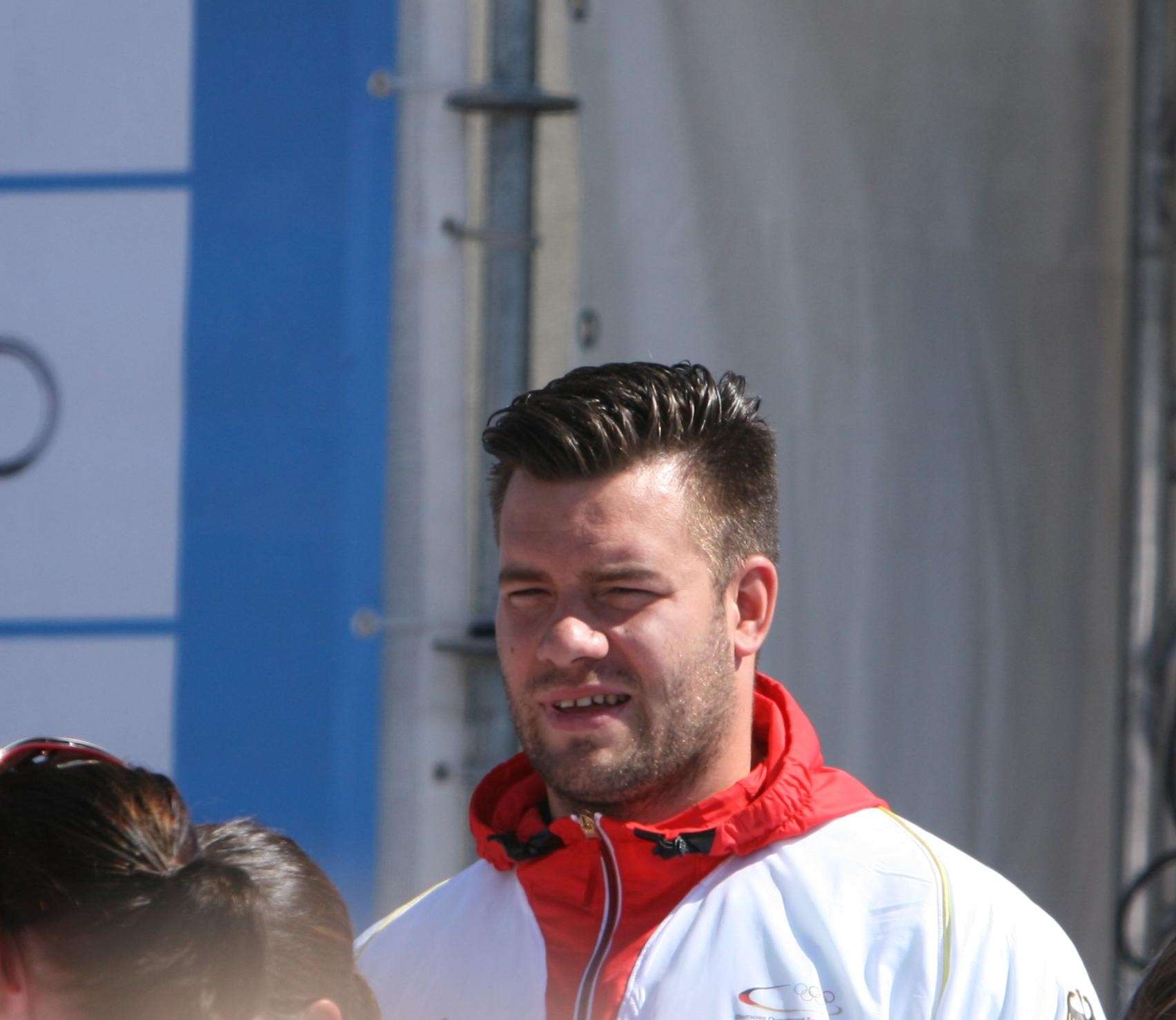
Martin Wierig beim Empfang der Olympioniken 2012 in Hamburg

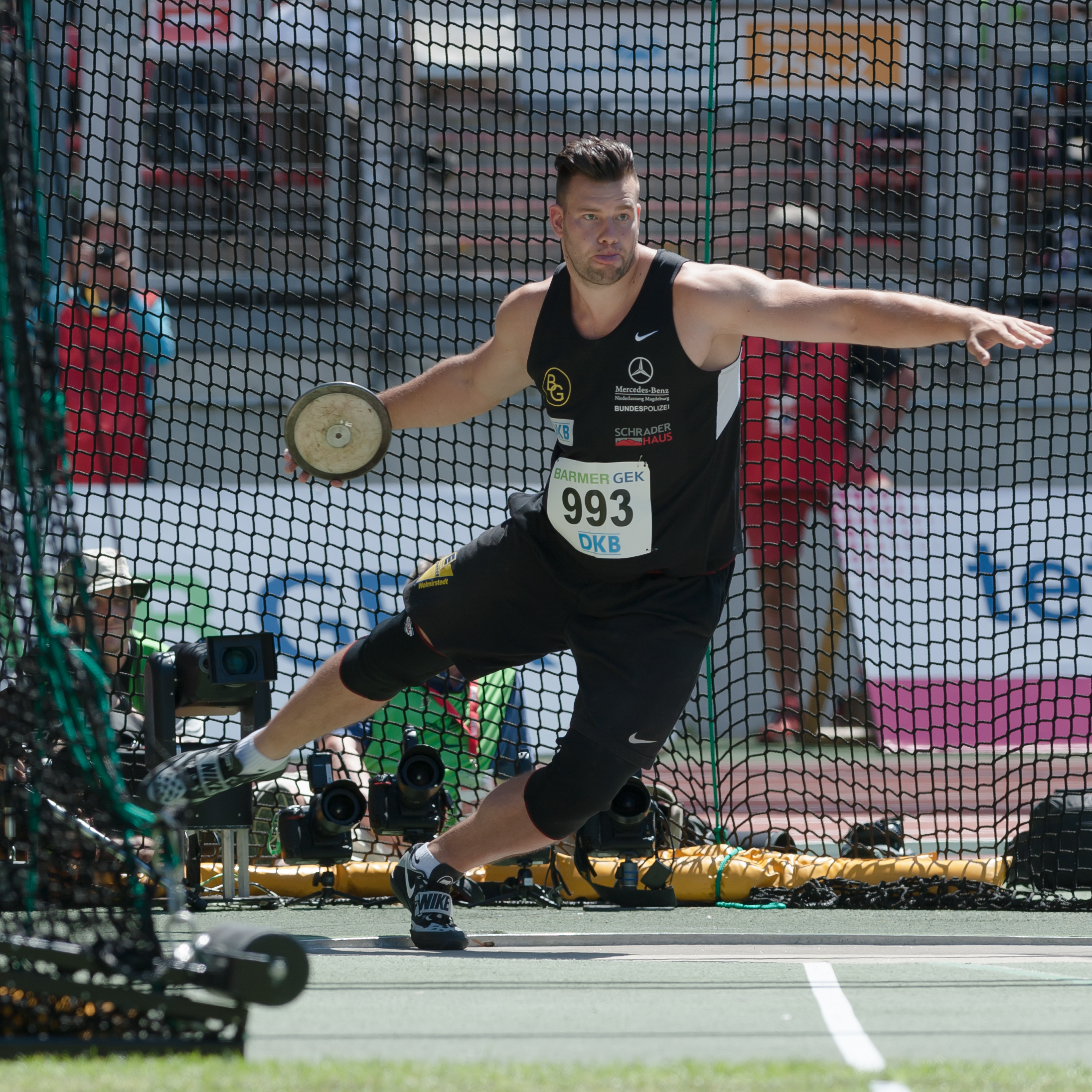
Martin Wierig bei den Deutschen Meisterschaften 2015

Martin Wierig (* 10. Juni 1987 in Beckendorf-Neindorf) ist ein deutscher Diskuswerfer.
Er ist seit 2006 Angehöriger der Bundespolizeisportschule Kienbaum, der Spitzensportfördereinrichtung der Bundespolizei für Sommer- und Ganzjahressportarten.

## Leben
Wierig wuchs in Seehausen auf und besuchte ab der siebten Klasse das Sportgymnasium in Magdeburg. Nachdem er sich zunächst auf den Hürdenlauf konzentriert hatte, führte ihn sein Trainer Armin Lemme ab 2000 an den Wurfbereich heran. Obwohl er auch im Kugelstoßen passable Resultate erzielte, erwies sich mit der Zeit der Diskuswurf als seine stärkste Disziplin.
Mit dem Diskus wurde Wierig bei den Leichtathletik-Juniorenweltmeisterschaften 2004 in Grosseto Achter und gewann bei den Junioreneuropameisterschaften 2005 in Kaunaus sowie den Juniorenweltmeisterschaften 2006 in Peking jeweils die Bronzemedaille. Er siegte bei den U23-Europameisterschaften 2007 in Debrecen und belegte bei den U23-Europameisterschaften 2009 in Kaunaus den dritten Rang.
Bei den Europameisterschaften 2010 in Barcelona wurde Wierig Siebter, bei den Weltmeisterschaften 2011 in Daegu verpasste er als 19. der Qualifikation den Einzug in das Finale.
2012 siegte Wierig beim Winterwurf-Europacup in Bar. Dagegen verpasste er bei den Europameisterschaften in Helsinki den Einzug in das Finale. Kurz vor den Olympischen Spielen in London steigerte er seine persönliche Bestleistung auf 68,33 m und belegte damit zwischenzeitlich den vierten Rang in der Weltjahresbestenliste. Bei den Titelkämpfen selbst wurde er mit 65,85 m Sechster.
Bei den Weltmeisterschaften 2013 in Moskau belegte Wierig mit einer Weite von 65,02 m den vierten Platz. 2017 wurde er mit 64,29 m Deutscher Vizemeister. Bei den Weltmeisterschaften 2019 erreichte er den achten Platz. Mit einer Weite von 65,39 m wurde er im August 2019 Deutscher Meister.